# Josefův Důl (okres Jablonec nad Nisou)
Josefův Důl (německy Josefsthal) je obec, která leží v okrese Jablonec nad Nisou v Libereckém kraji, v údolí řeky Kamenice v Jizerských horách. V obci o rozloze 22 km2 žije 930 obyvatel.
Obec je výchozím místem pro výlety pěší, cyklistické i lyžařské. Výše v údolí byla vybudována Josefodolská přehrada, největší a nejmladší svého druhu v Jizerských horách. V Josefově Dole je nástupní místo na Jizerskohorskou lyžařskou magistrálu. V obci a nejbližším okolí se nachází několik lyžařských sjezdovek pro zkušené i začínající lyžaře. V obci také vznikly naučné stezky zdejšího rodáka Gustava Leutelta; delší měří 11,3 km, kratší 5,4 km. V obci také naleznete muzeum místní historie. Oblíbenými turistickými cíli jsou například vodopády na řece Jedlové, Protržená přehrada, památník sklářství na Kristiánově či některá z mnoha rozhleden rozesetých po vršcích Jizerských hor.

## Části obce
- Josefův Důl
- Antonínov
- Dolní Maxov
- Karlov

## Historie
Hrabě Maxmilián Desfours Walderode začal osidlovat okolí německým obyvatelstvem kolem roku 1690. Osada Antonínov byla založena 1697 (1890 se obec oddělila od Albrechtic), Josefův Důl o čtyři roky později 1701 (téhož roku se narodil Walderodeův syn Karel Josef, po kterém je obec pojmenovaná). V roce 1700 byla založena osada Karlov, kde byla později založena kaple a první sklárna. V roce 1821 zavedl Karel Josef Zenkler novou sklářskou technologii a přidal výrobu perel a knoflíků. Rozvoj obce pokračoval vybudováním školy a zejména železniční tratě ze Smržovky do Josefova Dolu (tzv. Josefínka) v roce 1894. Dokladem rozvoje je i stavba plynárny 1908.
V roce 1909 byl Josefův Důl povýšen na městys. Na základě Mnichovské dohody byl Josefodol připojen k Německé říši. Odzbrojení německé posádky a navrácení ČSR proběhlo až 5. května 1945.

### Kostel Proměnění Páně
Postaven v letech 1862 až 1865 v novogotickém slohu. Protože Náboženský fond nepokryl veškeré náklady na výstavbu, byla uspořádána loterie a na 2000 kusů losů byla získána částka 4000 zlatých. Dne 9. září 1862 se konalo slavnostní položení základního kamene, v den slavnostního aktu bylo "vystřeleno 100 ran z hmoždíře a na staveništi vlálo 100 vlajek a vlaječek c. k. monarchie". Věž kostela je 45 m vysoká, z vnitřního vybavení jsou nejcennější tři oltářní obrazy od Wilhelma Kandlera. Znovuvysvěcení a vymalování proběhlo v roce 1996.

## Zajímavosti
Mezi kuriozity patřil chov pštrosů v Dolním Maxově, či bývalý skokanský můstek s dopadem přes říčku Jedlovou (zbourán v 90. letech). V údolí Jedlové se rozkládá přírodní rezervace Jedlový důl.
Nejslavnějšími rodáky jsou spisovatel a učitel Gustav Leutelt a skladatel Fidelio Finke.
Z obce pak mimo jiné pochází motocyklista Milan Engel, účastník závodu Rallye Dakar 2015.